# Amblyderus werneri
Amblyderus werneri es una especie de coleóptero de la familia Anthicidae.

## Distribución geográfica
Habita en Colorado (Estados Unidos).